# Cirrhopetaloides (Bulbophyllum)
Cirrhopetaloides es una sección del género Bulbophyllum perteneciente a la familia de las orquídeas.
Se caracterizan por ser especies asiáticas.  

## Especies
1. Bulbophyllum flaviflorum (Liu & Su) Seidenf. 1973 China, Vietnam, Laos  y Tailandia.
2. Bulbophyllum gracillimum Rolfe]Rolfe 1912 Tailandia, Burma y Malaysia.
3. Bulbophyllum longissimum (Ridl.) J.J. Sm. 1912 Tailandia, Burma, Borneo y Malasia.
4. Bulbophyllum muscicola Rchb.f. 1872 eastern Himalayas, Assam y Nepal.
5. Bulbophyllum rothschildianum (O'Brien) J.J. Sm. 1912 NE India y Assam.
6. Bulbophyllum setaceum T.P. Lin 1975 Taiwán.
7. Bulbophyllum tingabarinum Garay, Hamer & Siegrist 1994 Laos, Vietnam y Camboya.
8. Bulbophyllum wendlandianum [Kraenzl]Dammer 1912 Myanamar y Tailandia.